# 熊本秀生
熊本 秀生（くまもと しゅうせい、1991年6月26日 - ）は、日本棋院中部総本部所属の囲碁棋士。吉岡薫七段門下。愛知県知多郡東浦町出身。

## 略歴
- 囲碁愛好家の父に教えられ、5歳から囲碁を始める[1]。姉も全国高総文祭女子の部で優勝するなどの実績を持つアマチュア強豪[2]。
- 1998年　東浦町立片葩小学校1年時に、少年少女囲碁大会全国大会に出場したが、3回戦で敗退[3]。
- 1999年　同2年時に、少年少女囲碁大会全国大会に出場し、初戦で内田修平に勝った下坂美織と当たり勝利を収めるも、次戦で敗れる[4]。中部総本部で院生となる。
- 2005年　中部・関西で1名入段のリーグ戦に臨むも入段できず。（入段者は志田達哉）
- 2006年　中部で1名入段できる枠があったが、兄弟子の大澤健朗に次ぐ2位となり入段できず。
- 2007年　中部代表として決定戦に進出し、見事入段を果たす（関西・中部の院生試験成績優秀者同士で三番勝負を行い、勝った方が入段する）[5]。

## 昇段・良績
- 2008年4月1日 初段
- 2011年4月8日 二段（勝数規定）[6]
- 2014年11月21日 三段（勝数規定）[7]